# Central Nuclear Duane Arnold

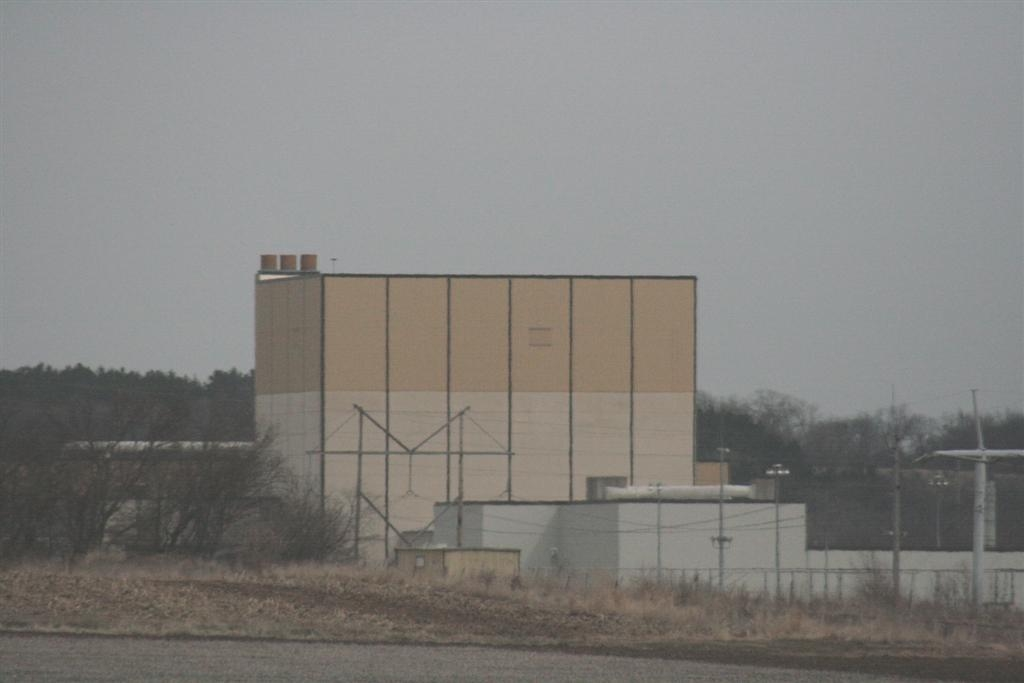
El Centro de Energía Duane Arnold ubicado al este de Iowa, EE. UU.

La central nuclear Duane Arnold es una central nuclear situada en un emplazamiento de 2 km² a 3 kilómetros al norte de Palo, Iowa, y a 13 kilómetros al noroeste de Cedar Rapids. Es la única central nuclear de Iowa. 
DAEC empezó a funcionar en junio de 1974. Actualmente genera una salida neta de potencia de aproximadamente 620 megavatios utilizando un solo reactor de agua en ebullición General Electric.
La propietaria mayoritaria y encargada de su funcionamiento es la FPL Energy (70%). La Central Iowa Power Cooperative posee el 20% y la Corn Belt Power Cooperative el 10%.

## Venta a FPL
El 27 de enero de 2006, FPL Energy (una subsidiaria del FPL Group) cerró la transacción de venta del 70% propiedad de Alliant Energy-Interstate Power and Light .